# A Boy Named Sue
"A Boy Named Sue" je country pjesma koju je napisao Shel Silverstein, američki pjesnik, kantautor, scenarist i pisac knjiga za djecu. Najpoznatija (i po mnogima najbolja) je izvedba koju je na vrhuncu popularnosti snimio Johnny Cash uživo 1969. tijekom koncerta u američkom državnom zatvoru San Quentin State Prison u Californiji. 
Pjesma je postala Cashova najveća uspješnica te je dospjela na Billboard Hot 100 listu, gdje se zadržala tri tjedna na drugoj poziciji.

## Fabula
Pjesma govori o smiješnoj, naoko besmislenoj, ali ipak dirljivoj priči o potrazi jednog mladog čovjeka za osvetom davno nestalom ocu. Prije nego mu se izgubio svaki trag, očev je jedini doprinos cijelom njegovom životu ("osim ove stare gitare i prazne boce pića") bio da ga je nazvao Sue (varijacija ženskog imena Susanna), što je redovito vodilo u situacije gdje je morao podnositi podsmijeh i podrugivanje. Odrastao je brzo i otvrdnuo u žilavog, snažnog, ali i inteligentnog mladića. Zbog svog imena često se selio od grada do grada da sakrije svoju sramotu, zaklevši se da će jednom negdje pronaći i ubiti čovjeka koji mu je dao to užasno ime. 
Sue je naposljetku sreo svoga oca i suočio se s njim, što je završilo opakom tučnjavom. Nakon što su jedan drugog izudarali gotovo do besvijesti, Sueov otac je priznao svoj grijeh, ali i objasnio da je to bio čin ljubavi, jer je znao da neće biti uz svog sina tijekom odrastanja, a želio je da odraste upravo takav: snažan i čvrst. Spoznavši to, Sue oprašta ocu i oboje, prije rastanka, prolaze katarzu emocionalnog pomirenja.
Naučivši svoju lekciju, Sue zatvara pjesmu navještenjem:  "I ako ikad budem imao sina, mislim da ću mu dati ime... Bill ili George, bilo što osim Sue (I dalje mrzim to ime!)"

## Inspiracija i izvedba
Pjesma je inspirirana istinitom životnom pričom bliskog Silversteinovog prijatelja kojeg su u djetinjstvu zadirkivali zbog  'ženskastog' imena.
U svojoj autobiografiji Cash navodi da je pjesmu pročitao tek par puta prije nastupa. Uključena je u zatvorski koncert tek da ju isproba i još nije upamtio riječi te je na video snimci vidljivo da čita tekst s jednog papira. Navodno ga je supruga ohrabrivala da ne izostavi tu pjesmu. Cash je bio ugodno iznenađen pozitivnom reakcijom publike, a gruba, spontana izvedba s oskudnom pratnjom, postala je Cashov zaštitni znak i jedan od najvećih hitova njegove karijere. 
Pjesma je napisana u prvom licu i ima neuobičajenu shemu rime A-A-C B-B-C, koja se prekida samo da istakne dramatiku središnjeg dijela i komičnost završnice. Prepuna je slikovitih opisa ("ritao se ko mazga i grizao ko krokodil"), i izvedena je više kao recitacija nego uobičajenim pjevanjem.